# 趙守度
趙守度（？—？），是北宋的宗室。他是冀王趙惟吉的第四子、燕王趙德昭的孫子、宋太祖的曾孫、宋英宗的兄弟辈。官拜廣州觀察使、封廬江侯。他的八世孙趙昀是宋理宗。

## 家庭

### 妻
廬陵郡君李氏，有可能是在上任廬州觀察使途中所娶的。

### 子
- 蕲春侯趙世宏
- 太子右司御率府率趙世遐
- 高密郡公趙世珍
- 华阳侯趙世嵩
- 嘉國公趙世括，守度第五子
- 趙世著